# Trichosia confusa
Trichosia confusa är en tvåvingeart som beskrevs av Menzel och Werner Mohrig 1997. Trichosia confusa ingår i släktet Trichosia och familjen sorgmyggor.
Artens utbredningsområde är Ukraina. Arten är reproducerande i Sverige. Inga underarter finns listade i Catalogue of Life.